# Onda Kelvin
Uma onda Kelvin é uma onda no oceano ou na atmosfera que equilibra a força Coriolis da Terra contra um limite topográfico, como uma linha costeira, ou um guia de ondas, como o equador. Uma característica de uma onda Kelvin é que ela não é dispersiva, ou seja, a velocidade de fase das cristas da onda é igual à velocidade do grupo da energia da onda para todas as frequências. Isso significa que ele mantém sua forma à medida que se move na direção ao longo da costa ao longo do tempo.
Uma onda Kelvin (dinâmica dos fluidos) também é um modo de perturbação de longa escala de um vórtice na dinâmica do superfluido; em termos de derivação meteorológica ou oceanográfica, pode-se supor que o componente da velocidade meridional desaparece (ou seja, não há fluxo na direção norte-sul, tornando assim as equações de momentum e continuidade muito mais simples). Esta onda recebeu o nome de seu descobridor, Lord Kelvin (1879).

## Onda Kelvin costeira
Em um oceano estratificado de profundidade média H, as ondas livres se propagam ao longo das fronteiras costeiras (e, portanto, ficam presas nas proximidades da própria costa) na forma de ondas Kelvin internas em uma escala de cerca de 30 km. Essas ondas são chamadas de ondas Kelvin costeiras e têm velocidades de propagação de aproximadamente 2 m/s no oceano. Usando a suposição de que a velocidade transversal da costa v é zero na costa, v = 0, pode-se resolver uma relação de frequência para a velocidade de fase das ondas costeiras Kelvin, que estão entre a classe de ondas chamadas ondas de fronteira, ondas de borda, ondas aprisionadas ou ondas de superfície (semelhantes às ondas de Lamb). As equações primitivas (linearizadas ) tornam-se então as seguintes:
- a equação de continuidade (levando em consideração os efeitos de convergência e divergência horizontal):

{\displaystyle {\frac {\partial u}{\partial x}}+{\frac {\partial v}{\partial y}}={\frac {-1}{H}}{\frac {\partial \eta }{\partial t}}}
- a equação u- momentum (componente zonal do vento):

{\displaystyle {\frac {\partial u}{\partial t}}=-g{\frac {\partial \eta }{\partial x}}+fv}
- a equação v- momentum (componente do vento meridional):

{\displaystyle {\frac {\partial v}{\partial t}}=-g{\frac {\partial \eta }{\partial y}}-fu.}
Se assumirmos que o coeficiente de Coriolis f é constante ao longo das condições de contorno corretas e a velocidade do vento zonal é definida como igual a zero, então as equações primitivas tornam-se as seguintes :
- a equação de continuidade:

{\displaystyle {\frac {\partial v}{\partial y}}={\frac {-1}{H}}{\frac {\partial \eta }{\partial t}}}
- a equação u- momentum:

{\displaystyle g{\frac {\partial \eta }{\partial x}}=fv}
- a equação v- momentum:

{\displaystyle {\frac {\partial v}{\partial t}}=-g{\frac {\partial \eta }{\partial y}}}.
A solução para essas equações produz a seguinte velocidade de fase: c2 = gH, que é a mesma velocidade das ondas de gravidade em águas rasas sem o efeito da rotação da Terra. É importante notar que para um observador viajando com a onda, a fronteira costeira (amplitude máxima) está sempre à direita no hemisfério norte e à esquerda no hemisfério sul (ou seja, essas ondas se movem em direção ao equador - velocidade de fase negativa - uma fronteira oeste e direção ao pólo - velocidade de fase positiva - em uma fronteira leste; as ondas se movem ciclonicamente ao redor de uma bacia oceânica).

## Onda Kelvin Equatorial
A zona equatorial atua essencialmente como um guia de ondas , fazendo com que os distúrbios fiquem presos nas proximidades do Equador, e a onda Kelvin equatorial ilustra esse fato porque o Equador atua de forma análoga a um limite topográfico para os hemisférios norte e sul, tornando esta onda muito semelhante à onda Kelvin capturada na costa. As equações primitivas são idênticas àquelas usadas para desenvolver a solução da velocidade da fase da onda de Kelvin costeira (momentum U, momentum V e equações de continuidade) e o movimento é unidirecional e paralelo ao Equador. Como essas ondas são equatoriais, o parâmetro Coriolis desaparece em 0 graus; portanto, é necessário usar a aproximação do plano beta equatorial que afirma :
{\displaystyle f=\beta y,}
Onde β é a variação do parâmetro de Coriolis com a latitude. Esta suposição do plano beta equatorial requer um equilíbrio geostrófico entre a velocidade leste e o gradiente de pressão norte-sul. A velocidade de fase é idêntica à das ondas Kelvin costeiras, indicando que as ondas Kelvin equatoriais se propagam para o leste sem dispersão (como se a Terra fosse um planeta sem rotação). Para o primeiro modo baroclínico no oceano, uma velocidade de fase típica seria de cerca de 2,8 m/s, fazendo com que uma onda Kelvin equatorial levasse 2 meses para cruzar o Oceano Pacífico entre a Nova Guiné e a América do Sul; para modos oceânicos e atmosféricos superiores, as velocidades de fase são comparáveis às velocidades de fluxo de fluido.
Quando o movimento no Equador é para o leste, qualquer desvio para o norte é trazido de volta para o Equador porque a força de Coriolis atua à direita da direção do movimento no hemisfério norte, e qualquer desvio para o sul é trazido de volta para o Equador porque a força de Coriolis atua à esquerda da direção do movimento no hemisfério sul. Observe que para o movimento em direção ao oeste, a força de Coriolis não restauraria um desvio para o norte ou para o sul de volta ao Equador; assim, as ondas Kelvin equatoriais só são possíveis para o movimento para o leste (conforme observado acima). Ambas as ondas Kelvin equatoriais atmosféricas e oceânicas desempenham um papel importante na dinâmica do El Niño-Oscilação Sul, transmitindo mudanças nas condições do Pacífico Ocidental para o Pacífico Oriental.
Existem estudos que conectam as ondas Kelvin equatoriais às ondas Kelvin costeiras. Moore (1968) descobriu que quando uma onda Kelvin equatorial atinge uma "fronteira oriental", parte da energia é refletida na forma de ondas planetárias e de gravidade; e o restante da energia é transportado para os polos ao longo da fronteira leste como ondas Kelvin costeiras. Este processo indica que alguma energia pode ser perdida da região equatorial e transportada para a região do pólo.
As ondas Kelvin equatoriais são frequentemente associadas a anomalias no estresse do vento de superfície. Por exemplo, anomalias positivas (para leste) no estresse do vento no Pacífico central excitam anomalias positivas em profundidade de isotérmica de 20° C que se propagam para o leste como ondas Kelvin equatoriais.